# Delphine Arnault
Delphine Arnault (* 4. April 1975 in Roubaix) ist eine französische Geschäftsfrau und seit 2013 stellvertretende Geschäftsführerin von Louis Vuitton. Sie ist die Tochter von Bernard Arnault, dem Mehrheitsaktionär und Vorstandsvorsitzenden des Luxusgüterkonzerns LVMH. Am 11. Januar 2023 machte ihr Vater sie zur Geschäftsführerin der Hausmarke Christian Dior der Familienholding.

## Leben

### Herkunft

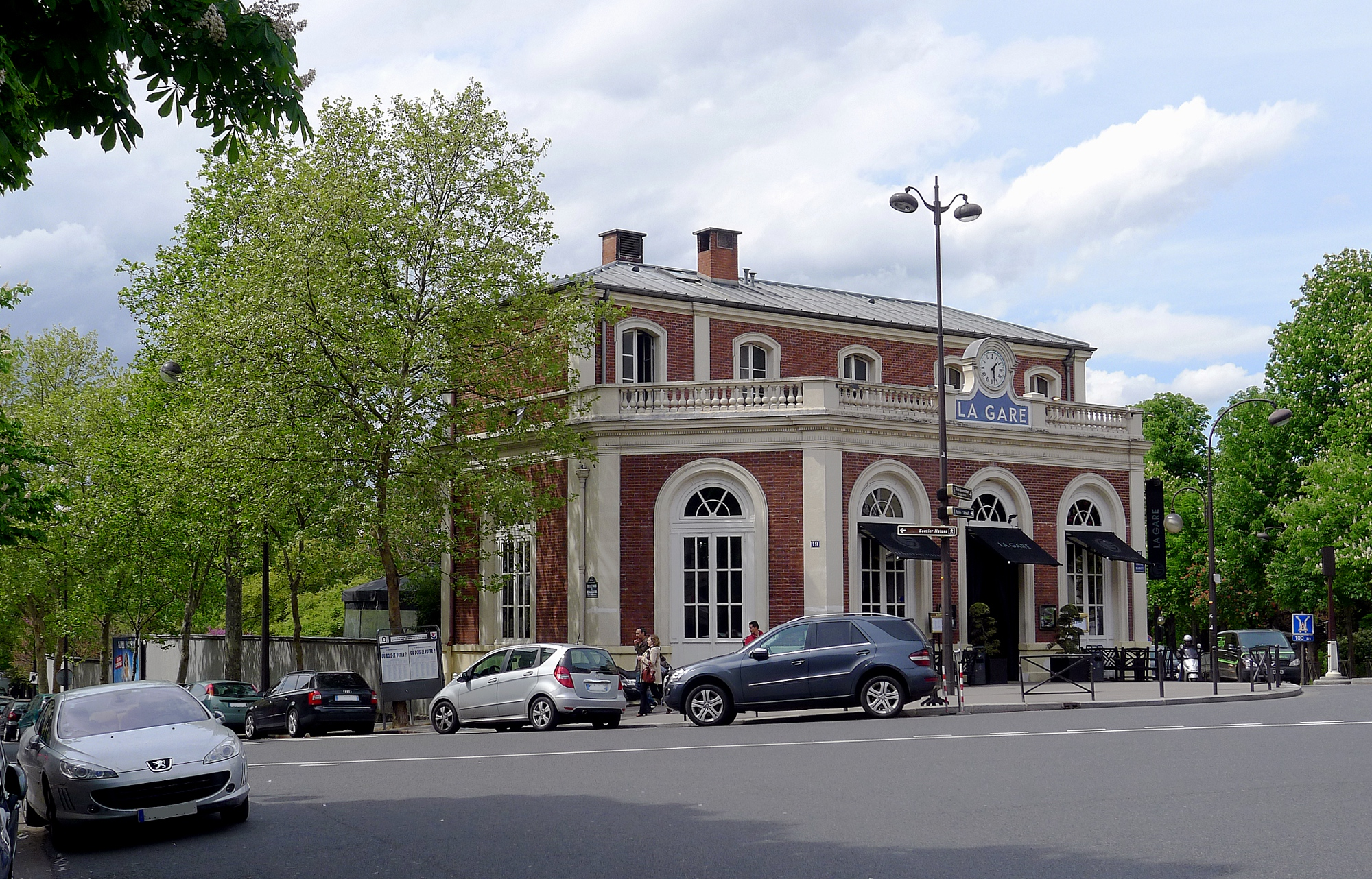
Ancienne gare de Passy-la-Muette (16e arrondissement de Paris).

Delphine Arnault ist die Tochter von Bernard Arnault, Gründer von LVMH und 2023 reichster Mann der Welt. Ihre Mutter ist Anne Dewavrin. Sie hat einen jüngeren Bruder, Antoine Arnault (geb. 1977) und drei Halbbrüder aus der zweiten Ehe ihres Vaters: Alexandre, Frédéric und Jean. Im Alter von sieben bis zehn Jahren lebten sie im Staat New York, wo sie eine französisch/US-amerikanische Schule besuchten.
Sie heiratete den Italiener Alessandro Vallarino Gancia (dessen Familie ein Vermögen mit Wein gemacht hat) am 24. September 2005 in Bazas in Anwesenheit zahlreicher Berühmtheiten aus Wirtschaft (Albert Frère, Antoine Bernheim), Mode (Karl Lagerfeld, Marc Jacobs, Hedi Slimane), Medien und Politik (Nicolas Sarkozy, Hubert Védrine, Bernadette Chirac). Sie ist seit 2010 geschieden, ohne Nachkommen aus dieser Verbindung. Sie hat eine Tochter mit dem Pariser Telekom-Milliardär Xavier Niel, die am 17. August 2012 geboren wurde.
Nach den französischen Präsidentschaftswahlen 2017 berichtete die Presse über ihre Freundschaft mit Brigitte Macron, der Ehefrau von Präsident Emmanuel Macron. Sie nahm an mehreren seiner politischen Versammlungen teil.
Sie lebt mit ihrem Partner in einem Haus, einer Nachbildung des Petit Trianon in Versailles, mit Pool und Garten im Quartier de la Muette im 16. Arrondissement von Paris. Im Jahr 2021 kauften sie für 17 Millionen Euro einen Zweitwohnsitz in Cap Ferret.

### Ausbildung und Berufsstart
Nach einer Classe préparatoire schloss sie 1998 die EDHEC Business School in Lille mit einem Diplom ab. Anschließend absolviert sie ein Studium an der London School of Economics. Sie arbeitete zunächst für die Unternehmensberatung McKinsey & Company, bevor sie im Jahr 2000 zu dem von ihrem Vater Bernard Arnault geleiteten LVMH-Konzern wechselte.

### LVMH
Seit 2003 ist sie Mitglied des Vorstands der LVMH-Gruppe. Sie ist außerdem Mitglied des Aufsichtsrats der Prêt-à-porter Modehäuser Céline, Loewe und Pucci, von Moët Hennessy, M6 und geschäftsführender Gesellschafter einer Vermögensverwaltungsgesellschaft; zuletzt wurde sie Mitglied des Aufsichtsrats bei 20th Century Fox sowie bei Havas. Im Jahr 2008 wurde sie zur stellvertretenden Generaldirektorin der LVMH-Marke Christian Dior ernannt, eine Position, die sie 2013 verließ, um zur LVMH-Marke Louis Vuitton zu wechseln, ebenfalls als stellvertretende Generaldirektorin.
Im Mai 2014 initiierte Delphine Arnault den LVMH Prize, einen internationalen Wettbewerb für junge Modedesigner. Das Ziel für die LVMH-Gruppe ist es, avantgardistische Talente und Designer zu identifizieren: „Wir mussten das Talent, die Kreativität, aber auch denjenigen oder diejenige auszeichnen, dem oder der wir am meisten helfen könnten, sein oder ihr Geschäft zu entwickeln“, sagt Delphine Arnault.
Seit 2011 gehört sie dem einflussreichen Club Le Siècle an, in dem sich Frankreichs Top-Intellektuelle, Politiker, Vorstandsvorsitzende, Journalisten und Künstler treffen.
Die Gruppe LVMH kündigte im April 2020 an, dass sie aufgrund der Auswirkungen des Coronavirus auf die Geschäftstätigkeit der Gruppe auf ihre Vergütungen für April und Mai 2020 sowie auf „alle variablen Vergütungen für das Jahr 2020“ verzichte. Im Januar 2023 wurde sie zur Direktorin von Dior ernannt.

## Vermögen
Sie ist die Tochter des reichsten Mannes Frankreichs und mit einem geschätzten Vermögen von 4 Milliarden Euro im Jahr 2016 auch eine der reichsten Französinnen.